# Église française réformée de Francfort-sur-le-Main
Pour les articles homonymes, voir Église française réformée .
L'église française réformée de Francfort-sur-le-Main, en allemand Evangelische Französisch-reformierte Gemeinde, est une église protestante francophone située sur Eschersheimer Landstraße à Francfort-sur-le-Main. L'eglise précédente, construite entre 1789 et 1792 sur la Goetheplatz, est détruite pendant la Seconde Guerre mondiale.

## Histoire
La communauté francophone, à l'origine une église wallonne, remonte à l'arrivée, en 1554, de réfugiés protestants, fuyant les persécutions religieuses dans les Pays-Bas, actuelle Belgique. Lors du deuxième refuge protestant, consécutif à la révocation de l'édit de Nantes, Francfort devient une plaque tournante  de l'accueil des Huguenots, les protestants français. Environ 46 000 passages de réfugiés français ou palatins — certains réfugiés venant à plusieurs reprises — sont dénombrés entre 1685 et 1695. Les subsides accordés aux réfugiés proviennent principalement de l'église française, les autorités rechignant à accueillir des réfugiés réformés (calvinistes), non luthériens.

## Galerie

Ancienne Église réformée française de Francfort
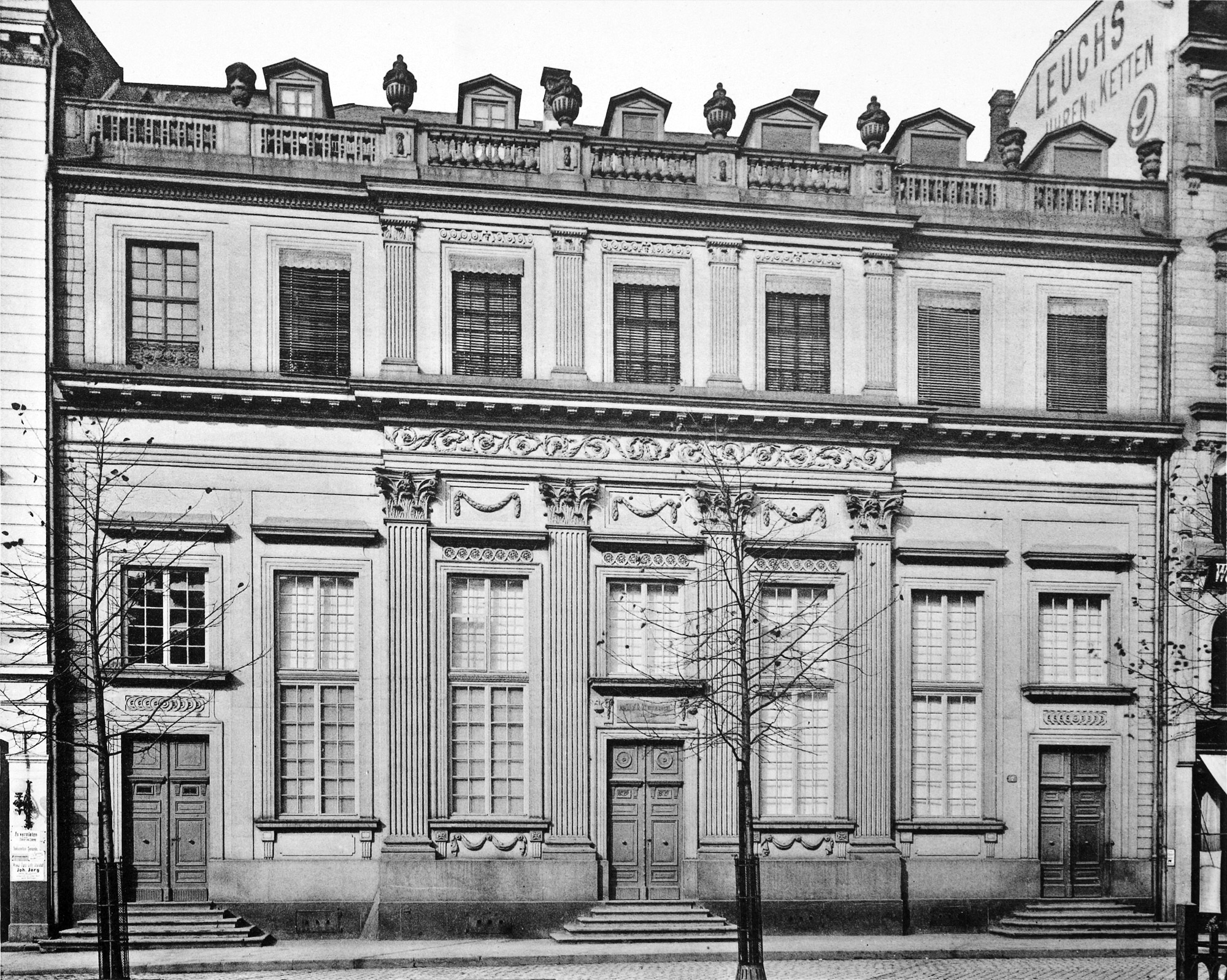
L'ancien temple, sur la Goetheplatz, détruit en 1944
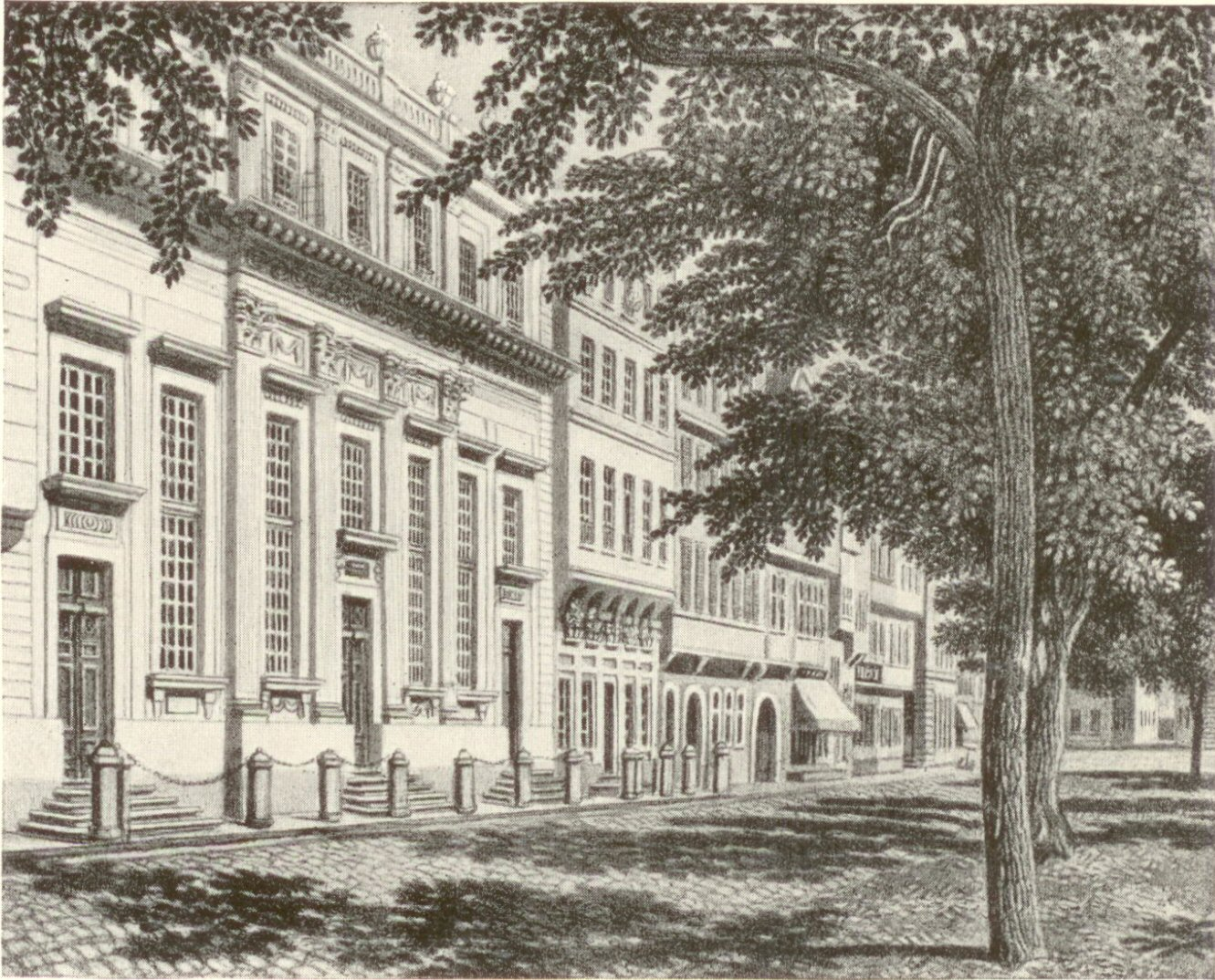
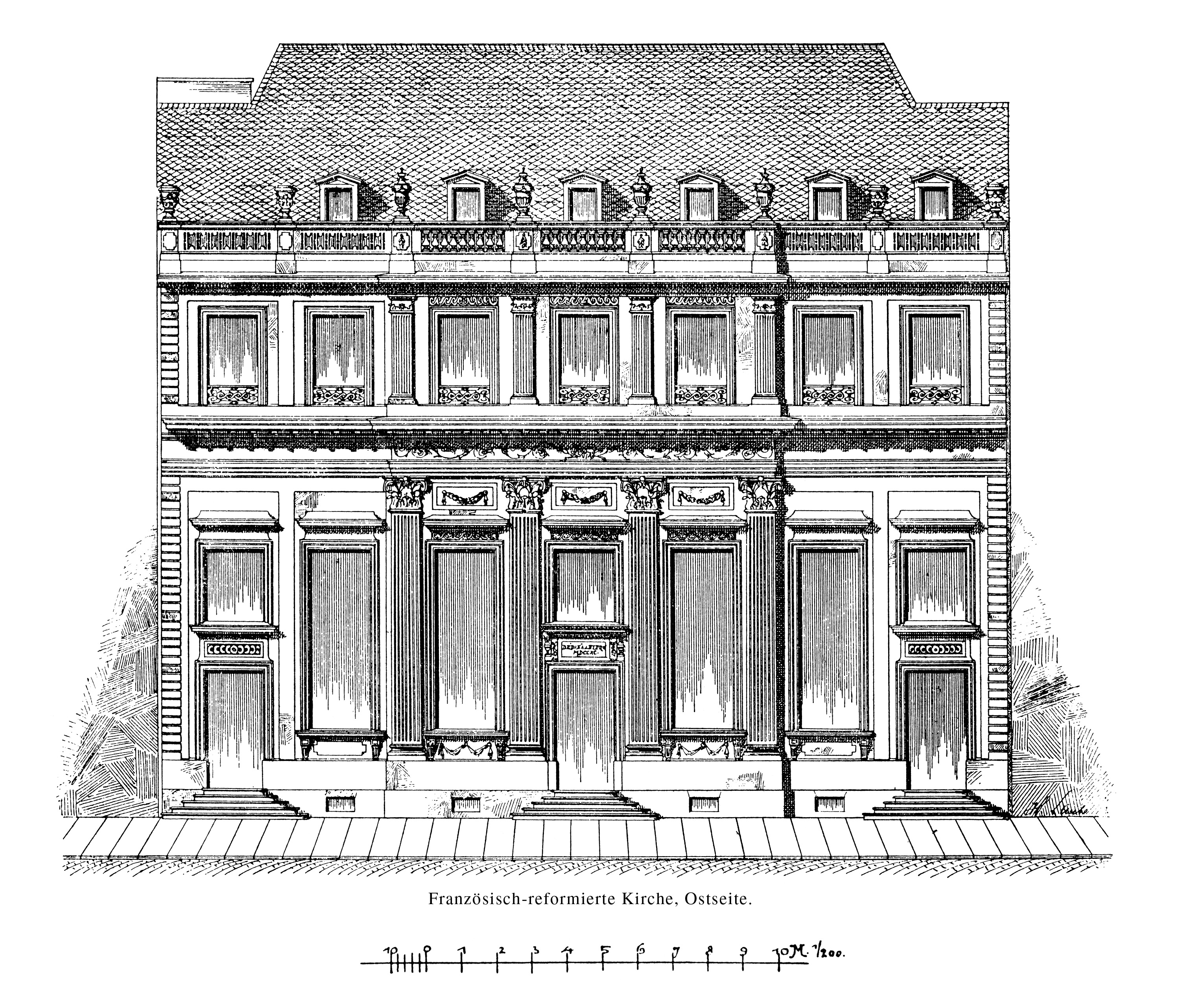
Façade
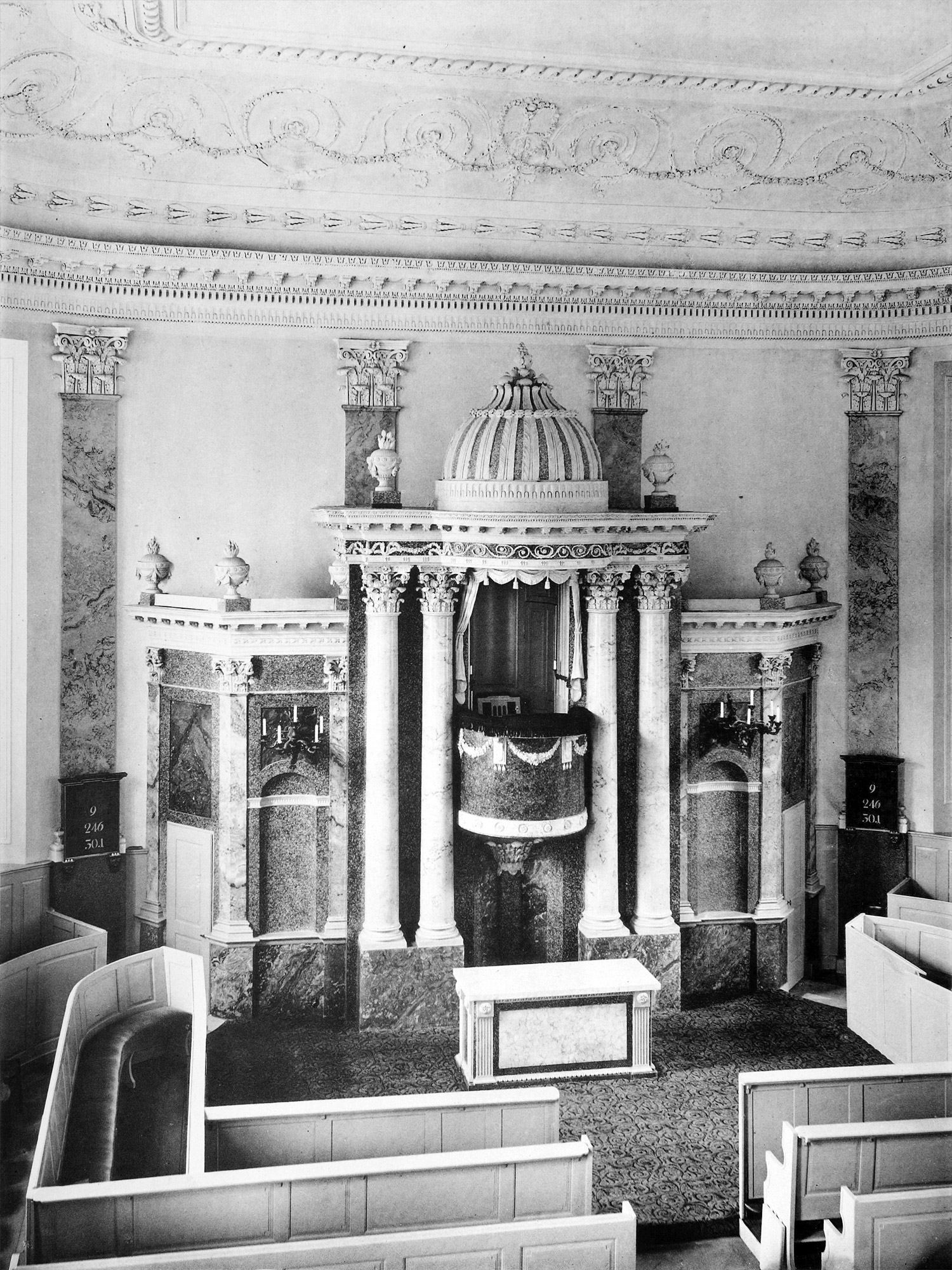
Intérieur
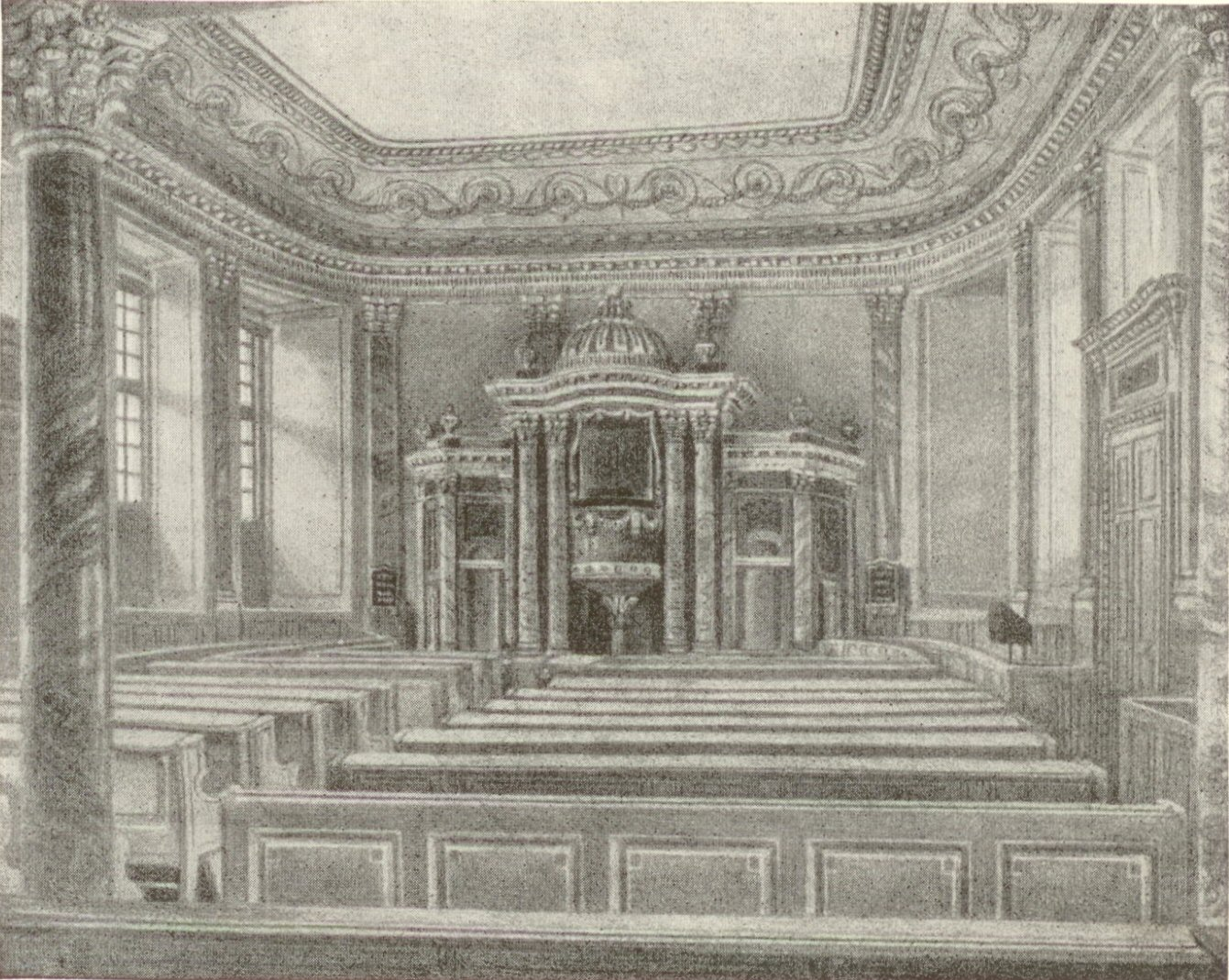
Intérieur